# Volodimir Vakulenko
Volodimir Vakulenko  (ukrajinsko Володимир Володимирович Вакуленко), ukrajinski pesnik, pisatelj, wikipedist in aktivist, * 1. julij 1972, † med 24. marcem in 12. majem 2022.

## Biografija
Vakulenko je bil pisatelj, pesnik in wikipedist. Izdal je 13 knjig, vključno s knjigami za otroke.
Bil je prejemnik mednarodne literarne nagrade Oles Uljanenko in nagrajenec natečaja Les Martovič. Od jeseni 2013 je bil aktiven podpornik Revolucije dostojanstva v Ukrajini.
Med rusko invazijo na Ukrajino so Vakulenka skupaj z njegovim sinom 22. marca 2022 v bližini Izjuma aretirali ruski vojaki ter ga udarjali po mednožju. 24. marca so ga na domu zopet ugrabili ruski vojaki. Kombi s simbolom ruske invazije »Z« se je ustavil pred njegovo hišo, nato so ga vojaki z orožjem strpali vanj. Med sledečim ujetništvom je bil Vakulenko usmrčen. Njegovo truplo je bilo odkrito v masovnem grobišču na obrobju Izjuma. Identificiran je bil s pomočjo DNK analize. Za seboj je zapustil starše in sina.
Njegov dnevnik o vojni je iz njegovega domačega vrta izkopala ter izdala pisateljica Viktorija Amelina, ki je bila kasneje prav tako ubita v ruskem napadu.
Novembra 2023 so ukrajinske oblasti kot osumljence za umor Vakulenka imenovale Vladislava Neskorodijeva ter S. Udodenka, ki sta del vojske samooklicane Luganske ljudske republike.

## Nagrade
- Red za zasluge, 3. razred (22. januar 2024, posmrtno)[10]
- IPA Prix Voltaire (nagrada International Publishers Association za branjenje svobode objavljanja, 22. maj 2023, posmrtno)[11]